# Clytia pearsonensis
Clytia pearsonensis är en nässeldjursart som beskrevs av Watson 1973. Clytia pearsonensis ingår i släktet Clytia och familjen Campanulariidae. Inga underarter finns listade i Catalogue of Life.